# Алатауська порода
Алатауська порода — порода великої рогатої худоби молочно-м'ясного напряму. Виведена у Казахстані і Киргизстані схрещуванням місцевих порід зі швіцькою і костромською породами. Породу затверджено 1950 року.
Масть худоби переважно (60 %) брунатна різних відтінків. Вага корів становить 500—550 кг. Надої молока становлять 2800-3500 л на рік.
У січні 1980 року нараховувалося 930 тис. голів худоби алатауської породи.
Худобу алатауської породи розводять у Алматинській області і Східноказахстанській області Казахстану.